# Retour au Tibet
Pour les articles homonymes, voir Tibet (homonymie).
Retour au Tibet est une œuvre de Heinrich Harrer parue en 1983. Après son premier livre, relatant son premier voyage au Tibet (Sept ans d'aventures au Tibet)  Heinrich Harrer  a écrit un livre relatant son second voyage publié en 1983, traduit en français sous le titre Retour au Tibet.

## Résumé
Heinrich Harrer tenta de retourner au Tibet à plusieurs reprises mais les autorités chinoises ne lui accordèrent pas de visa. Ce n'est que lorsque le tourisme fut enfin permis au Tibet en 1982, trois décennies après sa fuite, il réussit à revoir Lhassa, mêlé à un groupe de 60 touristes américains et européens. Grande fut sa déception : 
« Hormis le Potala devenu un musée payant, tout ou presque avait été détruit. Les Chinois avaient rasé, à de rares exceptions près, les quelque six mille bâtiments, oratoires et monastères du Tibet. Plus d'un million de Tibétains, soit un cinquième de la population, ont trouvé la mort durant ces bouleversements politiques ».

## Extraits

### Sa rencontre avec l'ancien médecin du dalaï-lama
Harrer raconte notamment sa rencontre avec Tenzin Choedrak médecin personnel du 14e Dalai Lama qui fut emprisonné et torturé par les Chinois pendant 17 ans. Il consacre un chapitre au témoignage du médecin, depuis son arrestation lors du soulèvement tibétain de 1959, son emprisonnement, les séances de rééducations et les tortures inhumaines qu'il a subi. Il explique qu’il fut ensuite emmené en Chine en camion non bâché durant 12 jours d’un voyage au bout duquel il fut jeté en prison et soumis à des privations de nourriture, entraînant une apparence squelettique, la perte des cheveux et la diarrhée. Pour survivre, il devait avec ses compagnons d’infortune manger du cuir, ou de la viande de mulet mort, à l’insu des gardes chinois. Sur 76 prisonniers qui l’accompagnaient, seuls 21 ont survécu. L’un de ses compagnons, pris avec un os d’animal mort, fut questionné « n’était il pas bien nourri par les Chinois ? », emmené, il décéda 3 jours plus tard. Le médecin fut reconduit au Tibet, emprisonné à Drapchi, puis transféré dans une autre prison ne contenant qu’une centaine de détenus, et soumis à d'autres interrogatoires. On lui demandait en particulier si le Dalaï Lama avait eu des femmes. Il a ensuite travaillé 3 ans dans une carrière de pierre. En 1976, il fut envoyé comme médecin au camp de Trigung jusque fin 1978. En 1979, lors de la visite à Lhassa de la délégation de Lobsang Samten, frère aîné du Dalaï Lama, ce dernier obtient que Tenzin Choedrak, médecin de la mère mourante du Dalaï Lama vienne l’assister en Inde. Ce ne fut qu’un an plus tard, en novembre 1980 qu’il fut autorisé à se rendre à Dharamsala. C'est en Inde que Harrer pu recueillir ces informations du médecin.

### Ngabo Ngawang Jigmé
Harrer indique dans son ouvrage que Ngabo Ngawang Jigme était le plus réputé des « Doubles Têtes - nom donné au Tibet aux collaborateurs ». Ngabo « collabora le premier avec les Chinois », il « passe à leurs yeux pour un homme sans courage ». Signalant l'intervention du même pour qu'une école réservée aux enfants chinois soit ouverte également aux enfants tibétains, Harrer concède toutefois que l'on ne doit pas cacher certains aspects positifs de l'activité des collaborateurs,.

## Vidéo
- Reportage de Heinrich Harrer sur le site de l'INA et une interview de Harrer par Pierre Descraupes le  3 avril 1959 dans le cadre de l'émission Cinq colonnes à la une.

## Référence
1. ↑   Lhassa : le Tibet disparu , texte et photographie de Heinrich Harrer, Édition de La Martinière, 1997, pages 209.
2. ↑  (en) Robert Barnett, Beyond the Collaborator - Martyr Model: Strategies of Compliance, Opportunism, and Opposition within Tibet, pp. 25-66, in Barry Sautman, June Teufil Dreyer (eds.), Contemporary Tibet: Politics, Development, and Society in a Disputed Region, M. E. Sharpe, 2006, 360 p., pp. 25-66, en part. p. 56, note 31 : « Even Heinrich Harrer, who had strong views on collaboration, concedes of Ngapö in his second book that "one should not conceal some positive aspects of the activity of collaborators" [...] (Harrer, 1984, 19, 75). »
3. ↑  Heinrich Harrer, Return to Tibet. Tibet After the Chinese Occupation, translated from the German by Ewald Osers, Jeremy P. Tarcher/Putnam, New York, NY, 1998 (version électronique, 124 p., p. 14) : « To do them justice, one should not conceal some positive aspects of the activity of collaborators. Tibetans told me that some time previously Ngabo made a trip to Lhasa from Peking, where he now lives as Tibet's representative, and requested to be shown a Lhasa school. On discovering that all the pupils were Chinese, he used his influence to ensure that Tibetan children could attend that school as well. It is to be hoped that, even in the minds of collaborators, love of Tibet and a sense of belonging to the Tibetan people have not entirely vanished. »